# Wzmacniacz sygnału sieci bezprzewodowej
Wzmacniacz sygnału sieci bezprzewodowej (regenerator sygnału sieci bezprzewodowej ang. wireless repeater, wireless range extender) – urządzenie elektroniczne służące do zwiększenia zasięgu bezprzewodowej sieci lokalnej (WLAN) działającej w oparciu o standard Wi-Fi. Stosowany jest w przypadku nadmiernego oddalenia niektórych hostów od punktu dostępowego (access point) skutkującego spadkiem mocy odbieranego sygnału radiowego uniemożliwiającym nawiązanie stabilnego połączenia bezprzewodowego.